# Bajka (singel)
Bajka (zapis stylizowany: Bajka (K. K. Baczyński)) – siódmy singel polskiej piosenkarki Sanah z jej czwartego albumu studyjnego, zatytułowanego Sanah śpiewa poezyje. Singel został wydany 13 października 2022.
Nagranie otrzymało w Polsce status złotego singla, przekraczając liczbę 25 tysięcy sprzedanych kopii.

## Geneza utworu i historia wydania
Utwór napisali i skomponowali Krzysztof Kamil Baczyński i Zuzanna Jurczak.
Singel ukazał się w formacie digital download 13 października 2022 w Polsce za pośrednictwem wytwórni płytowej Magic Records w dystrybucji Universal Music Polska. Piosenka została umieszczona na czwartym albumie studyjnym Sanah – Sanah śpiewa poezyje.
Piosenka powstała na podstawie wiersza Krzysztofa Kamila Baczyńskiego „Bajka”.

## Teledysk
Do utworu powstał teledysk, który udostępniono 14 października 2022 za pośrednictwem serwisu YouTube.

## Lista utworów
- Digital download[2]

1. „Bajka (K. K. Baczyński)” – 4:39

## Certyfikaty
| Kraj          | Certyfikat  | Sprzedaż |
| ------------- | ----------- | -------- |
| Polska (ZPAV) | złota płyta | 25 000+  |